# Nazju Falzon
Nazju Falzon (Valletta, 1 de julho de 1813 – Valletta, 1 de julho de 1865) era um clérigo maltês e um membro da Ordem Franciscana Secular. Ele não se tornou um sacerdote ordenado porque não sentia que era adequado o suficiente para tal honra. Ele se tornou um catequista apto e destacou-se por seu compromisso com a instrução religiosa.
A beatificação de Falzon ocorreu em meados de 2001 em Malta, quando o Papa João Paulo II visitou a nação insular.

## Vida

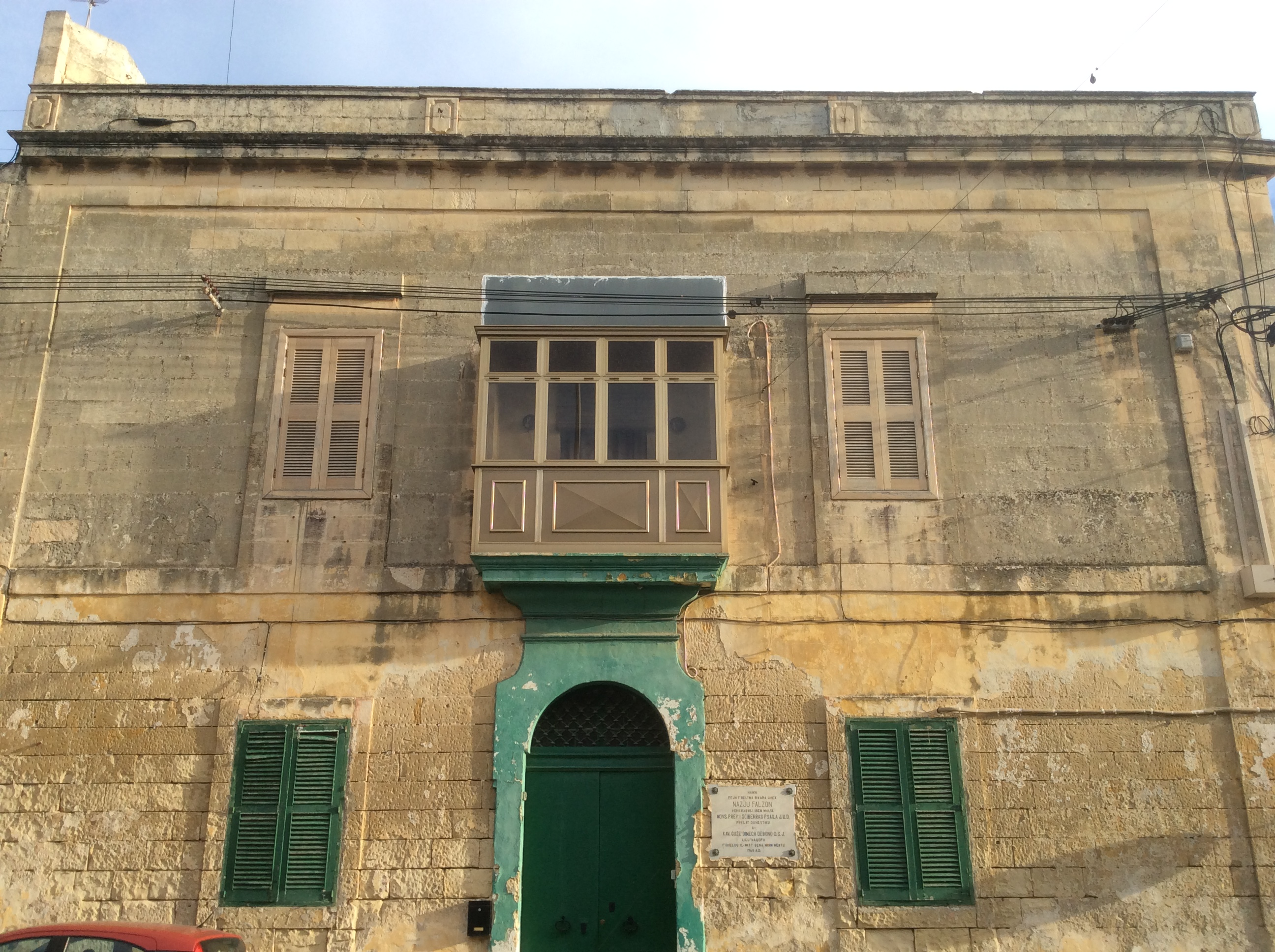
Nazju Falzon Palace - sua casa em Birkirkara.

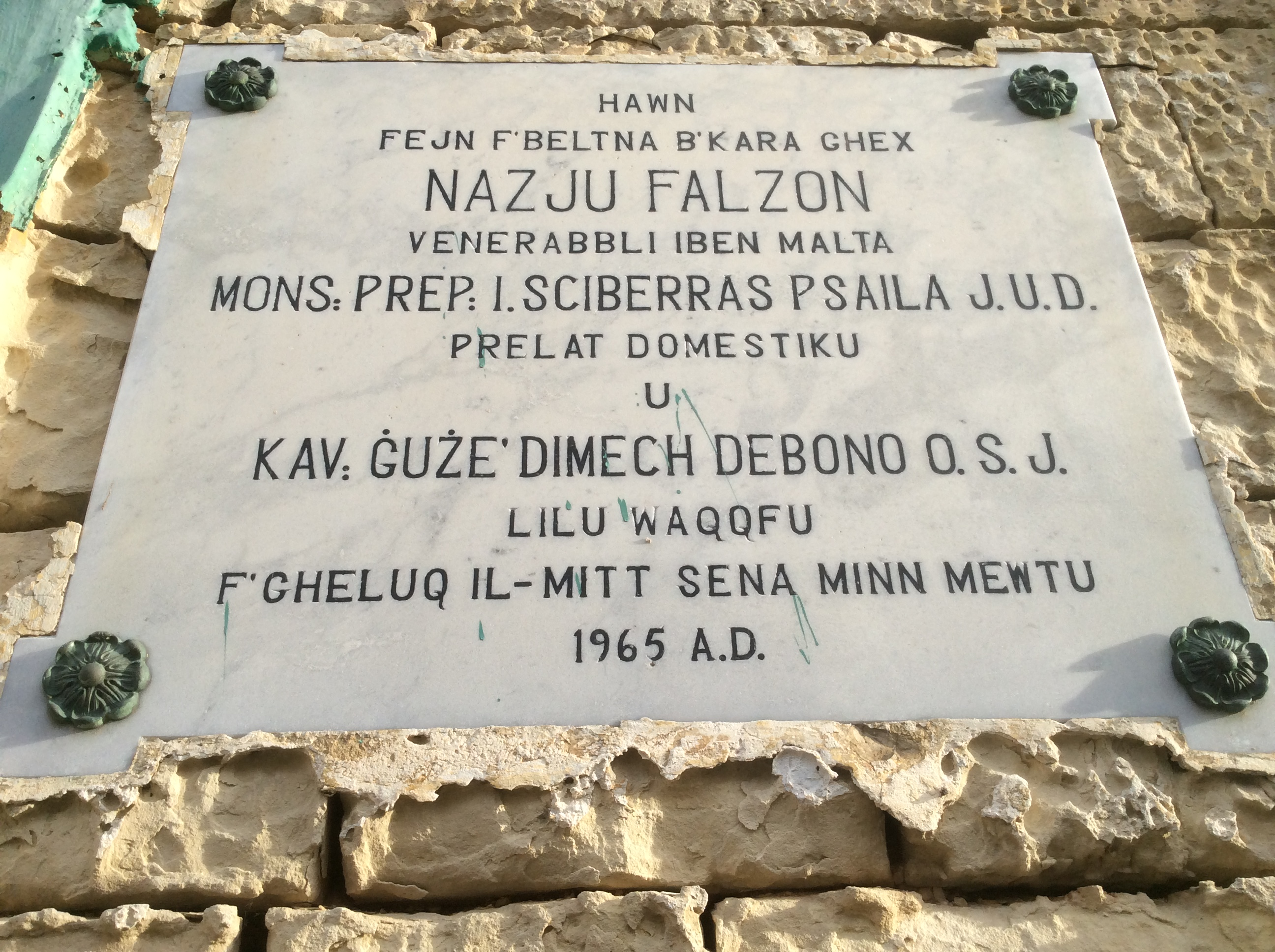
Placa em sua casa em Birkirkara.

Nazju Falzon nasceu em Malta em uma casa grande na rua Strait, em 1 de julho de 1813, filho de Francis Joseph Falzon (um juiz) e Maria Teresa Debono (a filha do juiz Calcedonio Debono). Falzon foi batizado em 2 de julho na igreja de Porto Salvo nos nomes de "Rocco Angelo Sebastiano Vincenzo Naju Rosario Rosario Falzon". Ele tinha três irmãos; todos os quatro se tornaram advogados e dois dos irmãos entraram no sacerdócio. Seu irmão Anthony tornou-se advogado e casou-se enquanto seus dois irmãos Kalcidon e Francis se tornaram padres.
Ele obteve um doutorado em 7 de setembro de 1883. Ele recebeu a tonsura e seu hábito clerical em 20 de dezembro de 1828 e em 21 de dezembro de 1828 foi instituído como clérigo em uma missa que mons. Publius M. Sant presidiu.
Falzon recebeu as ordens menores em 21 de agosto de 1831 e em 18 de dezembro de 1831, mas não desejou ser ordenado sacerdote com base na indignidade, apesar do incentivo do bispo local. Ele também ensinou catecismo às crianças locais no Instituto do Bom Pastor e tornou-se bastante fluente em inglês devido ao fato de os britânicos estarem presentes em toda a nação insular. Falzon também trabalhou com os soldados e marinheiros britânicos que estavam estacionados em Malta, que na época era um protetorado britânico; ele procuraria os homens em suas posições designadas. Os interessados foram levados para sua casa para serviços. Mais ficou interessado nisso e isso o forçou a se mudar e ele logo encontrou um novo lar para seu trabalho em uma igreja jesuíta na capital de Valletta. Os soldados deixariam seus objetos de valor com ele se tivessem que ir para o campo de batalha, sabendo que ele os passaria para seus entes queridos se mortos ou desaparecidos.
Ele importou textos simples em várias línguas vernaculares e os distribuiu ao seu rebanho para ler; ele também foi escritor e foi responsável por "O conforto da alma cristã". Ele se tornou um mentor para aqueles que permaneceram na ilha e os serviu como pastor e realizando casamentos, bem como batismos e funerais. Ele tinha uma forte devoção à Eucaristia e ao Arcanjo Rafael, bem como devoção a São José e a Benedito José Labre.
Falzon morreu em 1865 devido a um ataque cardíaco (ele sofreu espasmos cardíacos por um longo período de tempo) e foi enterrado no cofre de Falzon, embora mais tarde tenha se mudado para a Capela da Imaculada Conceição, na igreja local Franciscana. O padre franciscano Marjan Vella escreveu um relato biográfico do falecido clérigo intitulado "Glorja tal-Kleru Malti".

## Beatificação
A causa da beatificação iniciou-se em um processo informativo que durou de 1882 até seu fechamento em 1889, quando Falzon foi nomeado Servo de Deus em 13 de abril de 1904 sob o papa Pio X e um processo apostólico realizado logo depois. Os teólogos concederam sua aprovação à causa após o encontro em 10 de fevereiro de 1987, enquanto a Congregação para as Causas dos Santos o fez em 6 de outubro de 1987. Falzon foi nomeado Venerável em 23 de outubro de 1987, depois que o Papa João Paulo II confirmou que o falecido clérigo maltês levava uma vida de virtude heróica.
O processo de um milagre ocorreu na diocese de sua origem e foi concluído em 28 de junho de 1999, antes da CCS validar o processo em 5 de fevereiro de 2000; um conselho médico aprovou isso em 19 de fevereiro de 2001, que os teólogos e o CCS também apoiaram. João Paulo II aprovou esse milagre e beatificou Falzon em sua visita a Malta em 9 de maio de 2001. O milagre da beatificação envolveu a cura de 1981 de um homem acometido de câncer.
O postulador atual para essa causa é Fra Giovangiuseppe Califano.